# ليزا ك. وايت
ليزا ك. وايت (بالإنجليزية: Lisa K. Wyatt)‏ هي كاتِبة ومنتجة أفلام ومخرجة وممثلة أمريكية، (و. القرن 20  م).

## وصلات خارجية
- الموقع الرسمي
- ليزا ك. وايت على موقع IMDb (الإنجليزية)
- ليزا ك. وايت على موقع قاعدة بيانات الفيلم (الإنجليزية)